# Ronin
Ronin (с англ. — «Ронин») — ограниченная серия комиксов из 6 выпусков, выпускавшаяся DC Comics с июля 1983 по август 1984 года. Серия была написана и проиллюстрированна Фрэнком Миллером, покраску комикса выполняла Линн Варли. Сюжет разворачивается в недалёком будущем в антиутопическом Нью-Йорке, куда попадает ронин.
В серии комиксов прослеживается сильное влияние манги и франкобельгийских комиксов на стиль Миллера, как в литературном, так и в художественном плане.

## История публикаций
По словам Джима Шутера, бывшего главного редактора Marvel Comics, Ronin должна была выйти в составе серии графических новелл Marvel. Однако, редактор Дженнет Кан уговорила Миллера перейти к DC Comics, и в июле 1983 года компания начала выпуск серии. Выпуски Ronin были напечатаны на бумаге высокого качества. В каждом из них было 48 страниц без рекламы.

## Коллекционные издания
Серия была выпущена в виде коллекционных сборников:
- Ronin (302 страницы, DC Comics, сентябрь 1987 — ISBN 0-446-38674-X, март 1995 — ISBN 0-930289-21-8)
- Absolute Ronin (328 страниц, DC Comics, октябрь 2008 — ISBN 1-4012-1908-X; Titan Books, ноябрь 2008 — ISBN 1-84576-959-7)